# Кутлу-Букаш
Кутлу́-Бука́ш (тат. Котлы Бөкәш) — село в Рыбно-Слободском районе Республики Татарстан. Административный центр муниципального образования «Кутлу-Букашское сельское поселение». Относилось к селениям Казанского ханства. Упоминается в источниках с 1680 года. Население в 1958 году достигало 2044 жителя, на 2021 год оно составляло 1164 человека.

## География

### Географическое положение
Находится в зоне хвойно-широколиственных (смешанных) лесов, в Западном Предкамье, на реке Шумбутка. Располагается 40 км северо-восточнее районного центра — посёлка городского типа Рыбная Слобода. Высота над уровнем моря — 93 м.

### Климат
Согласно Классификации климатов Кёппена, климат села определяется как Dfb — влажный континентальный климат с тёплым летом. Температура здесь в среднем 4,5 °C. Среднегодовая норма осадков — 677 мм.
| Показатель              | Янв.  | Фев.  | Март | Апр. | Май | Июнь | Июль | Авг. | Сен. | Окт. | Нояб. | Дек. |
| ----------------------- | ----- | ----- | ---- | ---- | --- | ---- | ---- | ---- | ---- | ---- | ----- | ---- |
| Средняя температура, °C | −10,8 | −10,4 | −4,3 | 4,2  | 13  | 17,6 | 20,3 | 18,4 | 12,2 | 4,8  | −2,4  | −8,2 |
| Норма осадков, мм       | 51    | 41    | 46   | 41   | 51  | 67   | 74   | 73   | 61   | 64   | 55    | 53   |
| Источник:               |       |       |      |      |     |      |      |      |      |      |       |      |

## История
Относилось к селениям Казанского ханства. Располагалось в Ногайской дороге Казанского уезда. Упоминается в источниках с 1680 года. В XVIII — первой половине XIX века жители принадлежали к сословию государственных крестьян. 
Основными занятиями жителей были традиционные повсеместные земледелие (сельская община владела 1234,5 десятинами земли в начале XX века) и скотоводство. В начале XX века работали кирпичный завод, водяная мельница, три лавки.
Мечеть в селе была построена в 1816 году, около 1907 года вместо неё была возведена новая. В начале XX века в селе также действовал мектеб, в котором учились 75 девочек, 70 мальчиков.
В 1920 году была открыта начальная школа I ступени. В 1931 году в селе был образован колхоз «Кызыл Юлдуз». В 1960—1980-е годы было в составе колхоза им. Калинина. По данным 1992 года, в селе находилась центральная усадьба колхоза. В 1994 году колхоз села был реорганизован в сельскохозяйственный кооператив «Чаллы». В 1935–1958 годах в селе находилась моторно-тракторная станция, в 1959 году была преобразована в ремонтно-тракторную станцию. В 1980 году было возведена больница на 80 мест. До 1990-х годов работал маслозавод, а до 2000-х — кирпичный завод.
До 1920 года село было в Шумбутской волости, входившей в Лаишевский уезд Казанской губернии. С 1920 года вошло в состав вновь образованного Лаишевского кантона ТАССР. В связи с упразднением кантонного деления республики, 14 февраля 1927 года было включено в образованный Рыбно-Слободский район. 10 февраля 1935 стало центром созданного Кзыл-Юлдузского района, а 26 марта 1959 года вернулось в Рыбно-Слободский район. В результате реформы административно-территориального деления, 1 февраля 1963 перешло в Мамадышский, а с 12 января 1965 — в Рыбно-Слободский район.

## Население
| 1782  | 1859  | 1897  | 1908  | 1920  | 1926  | 1938  |
| ----- | ----- | ----- | ----- | ----- | ----- | ----- |
| 121   | ↗576  | ↗828  | ↗1045 | ↗1053 | ↘1000 | ↗1212 |
| 1949  | 1958  | 1970  | 1989  | 2002  | 2010  | 2020  |
| ↗1389 | ↗2044 | ↘1764 | ↘1299 | ↘1264 | ↗1309 | ↘1140 |
| 2021  |       |       |       |       |       |       |
| ↗1164 |       |       |       |       |       |       |

В 1782 году при подсчёте учитывались только мужчины. По переписи 2021 года в селе жили 1164 человека. Из 1164 указавших национальность были 1148 татар, 15 русских и 8 представителей других национальностей. Русский язык был родным для 15 человек (при этом использовали его 1009 человек), татарский — для 1146 (использовали 1137 человек). По переписи 2010 года — 1309 человек. По переписи 2002 года — 1264 жителя (татары — 99%)

## Экономика и инфраструктура
В селе с 1937 года действует средняя школа, с 1982 года — врачебная амбулатория, с 1988 года — детский сад. Имеются универсальная спортивная площадка для баскетбола и волейбола, почтовое отделение, отделение Сбербанка. В селе находятся крестьянские (фермерские) хозяйства.
В селе 24 улицы. Общая площадь села составляет 270,63 га, жилья — 28,8 тыс. кв. м. Село газифицировано и электрифицировано. Водоснабжение осуществляется из подземных источников при помощи артезианских скважин и водонапорных башен. Протяжённость сетей водопровода составляет 23,0 км. Централизованная канализация отсутствует. Население пользуется септиками или выгребными ямами. Отопление индивидуальной и общественной застройки осуществляется от локальных источников теплоснабжения, работающих на газе. Через село проходят автомобильные дороги регионального значения M7 (E 22) «Волга» — Кутлу-Букаш — Рыбная Слобода и Кутлу-Букаш — Шумбут.

## Культура и религия
17—18 августа 1862 года деревню посетил живописец Карл Гун, сделав три архитектурные зарисовки: «Внутренний вид деревенской мечети в Казанской губернии», «Татарская изба» и «Татарская мечеть». В селе с 1936 года действует сельская библиотека (по другим сведениям, две библиотеки), с 1977 года — сельский дом культуры, с 1985 года — Музей истории села.
В селе имеется памятник культовой архитектуры — мечеть, построенная около 1907 года. В селе находится две местные мусульманские религиозные организации — сельские приходы Духовного управления мусульман Республики Татарстан. Действуют мечеть 1907 года и мечеть «Букаш нуры» 2007 года.